# Flughafen Carlsbad–Cavern City Air Terminal

i8
i11
i13
Der Cavern City Air Terminal (IATA-Code: CNM, ICAO-Code: KCNM) ist ein öffentlicher Flughafen, 9 km südwestlich von Carlsbad im Eddy County, New Mexico in den Vereinigten Staaten.

## Flughafendaten
Die Fläche des Flughafens beträgt 801 ha. Die Seehöhe beträgt 1004 m. Er hat vier Start- und Landepisten:
| Name    | Länge | Breite | Belag   |
| ------- | ----- | ------ | ------- |
| 03/21   | 2394  | 46     | Asphalt |
| 14L/32R | 1407  | 46     | Asphalt |
| 14R/32L | 1779  | 30     | Asphalt |
| 08/26   | 1626  | 23     | Asphalt |

## Geschichte
Der Flughafen wurde im 1942 als Carlsbad Army Air Base eröffnet. Ende 1945, nach dem Ende des Zweiten Weltkriegs, wurde der Militärstützpunkt deaktiviert und der Flugplatz der zivilen Nutzung übergeben.
Continental Airlines war die erste kommerzielle Fluggesellschaft, die Carlsbad anflog. Continental nahm den Dienst am 14. Mai 1940 mit Flügen nach El Paso  und Denver auf, letzteres beinhaltete Zwischenstopps in Albuquerque und mehreren anderen Städten. Die verwendeten Flugzeuge waren Lockheed Model 10 Electra und Lockheed Lodestar, gefolgt von der Douglas DC-3. Mit dem Ende des Zweiten Weltkriegs wurden die Flüge nach Denver eingestellt und es kamen neue Flüge nach Osten nach San Antonio, Texas und Kansas City hinzu, die jeweils mehrere Zwischenstopps einlegten. Flüge nach El Paso und Albuquerque, New Mexico blieben bestehen. Eine kleine Zubringerfluggesellschaft namens Bison Airlines bediente die Stadt Anfang der 1960er Jahre ebenfalls einige Jahre lang. 1963 übertrug Continental ihre Streckenbefugnis nach Carlsbad an Trans-Texas Airways, die die Flüge in Richtung Osten so umwandelte, dass sie direkt nach Dallas führten. Trans-Texas änderte später ihren Namen in Texas International Airlines (TIA) und ersetzte die DC-3 durch 40-sitzige Convair 600 Turboprop-Flugzeuge. In den späten 1970er Jahren rüstete TIA für kurze Zeit alle Flüge mit 85-sitzigen Douglas DC-9-10-Jets auf, kehrte jedoch nach etwa einem Jahr zu den Convair 600 zurück. 1979 beendete TIA ihren Dienst und übertrug die Streckenhoheit an die Zubringerfluggesellschaften Air Midwest und Crown Airlines. Crown führte Flüge nach Albuquerque mit Cessna 402 und Piper Navajo, stellte den Betrieb jedoch 1980 ein.
Air Midwest nutzte 17-sitzige Swearingen Metroliner auf Flügen nach Albuquerque und Midland/Odessa. 1984 nahm Mesa Airlines den Flugbetrieb auf denselben Strecken mit den Flugzeugen Beechcraft 99 und Beechcraft 1900 auf. Air Midwest verließ die Stadt dann zwei Jahre später. Für eine sehr kurze Zeit im Frühjahr 1987 bediente der von Trans Colorado Airlines betriebene Continental Express die Stadt mit Flügen nach Albuquerque und El Paso, ebenfalls mit Metrolinern. Mesa setzte ihren Dienst bis 2007 fort, als sie, wie ihre Vorgänger, zu groß wurde und kleine Städte nicht mehr mit Kleinflugzeugen bediente. Pacific Wings, dba New Mexico Airlines, sprang dann mit Flügen nach Albuquerque, El Paso und Midland/Odessa ein, nutzte jedoch viel kleinere und nicht druckbelüftete Cessna 208 Caravans. Flüge nach El Paso und Midland wurden später eingestellt, und die Fluggesellschaft stellte 2015 mit der Übernahme durch Boutique Air sämtliche Flüge ein. Boutique begann mit einem täglichen Flug nach Albuquerque und einem nach Dallas/Ft. Worth (DFW) mit 8-sitzigen Pilatus PC-12. Im Jahr 2017 kam ein zweiter täglicher Flug nach Albuquerque hinzu. Der Flug nach El Paso wurde Anfang 2021 kurzzeitig durchgeführt.
Der Flughafen wurde 2000/2001 für kurze Zeit auch von Big Sky Airlines angeflogen, die Flüge nach DFW mit Swearingen Metrolinern durchführte.

## Gegenwart
Key Lime Air, alias Denver Air Connection, führte Ende 2017 einen wöchentlichen Hin- und Rückflug von Grand Junction, Colorado nach Carlsbad durch. Die Flüge wurden dienstags mit Fairchild Dornier 328 Jet geflogen. Mitte 2021 startete die Fluggesellschaft einen wöchentlichen Hin- und Rückflug zwischen dem Denver Centennial Airport und Carlsbad, ebenfalls mit einem Dornier 328 Jet. Der Betrieb wurde am 28. Februar 2023 eingestellt.

## Flugbetrieb
Im Jahre 2022 wurden 5311 Passagiere befördert. Im  selben Jahr fanden 8649 Flugbewegungen statt, davon 3175 lokale Bewegungen, 5224 Frachtflüge und 250 militärische Flüge statt. In diesem Jahr waren hier 19 einmotorige und 5 zweimotorige Flugzeuge sowie 1 Jetflugzeug und 1 Hubschrauber stationiert.